# Limbile elfilor
Limbile elfilor sunt limbi artificiale folosite de elfi în lucrările literare din subspecia fanteziei. Puțini cititori știu că J. R. R. Tolkien, autorul romanului Stăpânul Inelelor era de fapt profesor de lingvistică la Oxford. Lui i se datorează de pildă prima traducere a poemului Beowulf din engleza veche în engleza modernă. Bun cunoscător al limbilor nordice din grupul limbilor scandinave, atât cele medievale cât și cele moderne, el a creat, pornind de la acestea, limba vorbită de elfi. Aceasta conține cel puțin două dialecte diferite. Cele mai complete sunt Quenya (High-elven) și Sindarin (Grey-elven). Din acestea au derivat mai multe limbi incomplete însă și de mai mică întindere.